# Опиофобија
Опиофобија је једна од фармакофобија која се карактерише страхом од развоја јатрогене зависности, толеранције, нежељених дејстава опиоида и рестриктивних прописа који контролишу прописивање наркотика (опиоида) у медицини. Понекад доступност опиноида онколошким болесницима и лекарима отежавају и прописи, па опиофобија или страх настаје и од њихове злоупотребе.
Опиоиди (морфин и њему слични лекови), који се у медицини користе као аналгетици кључни су и незамењиви лекови за успешно отклањање умерено јаког и јаког канцерског (малигног) бола.
Процењује се да од умереног до јаког канцерског бола пати око 65 оболелих од малигних болести. Полазећи од ове чињенице Светска здравствена организација (СЗО) све више прокламује значај лечење бола, укључујући и терапију опиоидима, као једно од есенцијалних људских права. „Њујорк тајмс” је недавно објавио; да широм света свакога дана око шест милиона људи у завршном стадијуму рака трпи тешке болове само зато што им није доступан неки од опиноида. Иако је нпр. морфин врло јефтин лек, често га нема у појединим земљама, јер фармацеутске компаније немају интерес да га производе.
Ризик од опиоида процењује се као превелики у односу на терапијску корист коју они могу имати. То доводи да се опиоиди не користе тамо где су индиковани (лечење бола и палијативно збрињавање). Зато је због страха од опиофобије, непрописивање опиоида једна је од највећих
баријера за успешно лечење канцерског бола..

## Епидемиологија
Опиофобија је у различитом степену присутна на свим нивоима: међу здравственим радницима, пацијентима и њиховим породицама, код здравствених власти и широј јавности. У пракси, опиофобија се најчешће односи на морфинофобију. 
Тим Института за онкологију и радиологију Србије (ИОРС) након истраживања о присуству опиофобије међу здравственим радницима, пацијентима и
лекарима на специјализацији установио је да:
- Опиофобија постоји међу 374 здравствена радника (лекари и медицинске сестре). Међу лекарима преовладава умерено јака и јака забринутост за рестрикције у постојећим прописима који регулишу прописивање опиоида.
- Од укупног броја пацијената, са малигном болешћу, највећи број (92,71%) испољило је неки вид опиофобије.
- Да је страх од зависности код (84,37%), болесника изазван страхом од нежељених дејстава опоиоида (58,32%), страхом од толеранције (44,79%), страхом да им примена опиоида указује на терминалну фазу болести (34,38%) и предрасуда да прихватање терапије бола значи да је пацијент „слабић“ јер не може да трпи бол (33,37%).

## Синдром зависности од опиоида
На основу Међународне класификације болести, дијагноза синдрома зависности може да се постави када особа задовољава најмање 3 од 6 критеријума наведених у 
табели испод: 
Критеријуми за постављање дијагнозе синдрома зависности 
| Међународна класификација болести (ICD 10)                                             | Болесник који користи опиоиде за лечење бола                                                           |
| -------------------------------------------------------------------------------------- | --- |
| 1. Неодољива, стална жеља да се ужива (користи лек)                                    | Веома ретко                                                                                            |
| 2. Губитак контроле коришћења лека                                                     | Веома ретко                                                                                            |
| 3. Поремећај функционисања, укључујући занемаривање других задовољстава и интересовања | Не, напротив                                                                                           |
| 4. Стално коришћење лека, без обзира на штетне последице по оболелог                   | Не, напротив побољшање квалитета живота и дуже преживљавање у случају коришћења опиоида за лечење бола |
| 5. Толеранција                                                                         | Да, углавном                                                                                           |
| 6. Аапстиненцијални синдром (физичка зависност)                                        | Да, углавном                                                                                           |

Код болесника који се лече опиоидима дијагноза синдрома зависности може да се постави само ако болесник осим толеранције и апстиненцијалног синдрома задовољава бар још један од преостала четири критеријума, који се односе на компулзивно понашање и употребу супстанце упркос штетним последицама.

## Смернице за сузбијање опиофобије
Основни задатак тима који се бави лечењем канцерског бола, и психоонколога у сузбијању опиофобије је да едукују пацијенте и њихове породице, објасне им како ови лекови делују, и убеде их да:
- Лекови из групе опиоида нису лекови који претварају болесника у зависника, већ су то кључни лекови за отклањање канцерског бола.
- Зависност од опиоида (који су прописани и користе се као лекови против бола) ретка, осим ако болесник није раније био зависан од дроге или алкохола.
- Примена јаких лекова за лечење бола из групе опиоида (морфин и њему слични лекови) искључиво одређује јачина бола, а не тежина болести и дужина живота
- Ако се бол стави под контролу на други начин, нпр. специфичном онколошком терапијом (зрачење или хемиотерапија), тада доза опиоида може да се смањи или чак укине без било каквих нежељених физичких или психолошких последица.
- Опиоиди временом не престају да делују.
- Нежељена дејства опиоида добро су позната медицинском особљу, које та дајетва може да спречи и контролише, тако да то нису ограничења за примену истих у пракси
- Морфин не претвара пацијенте у особе „потонуле у сан“.